# 卢克·詹森
卢克·詹森（英語：Luke Jensen，1966年6月18日—），美国男子网球运动员。他曾获得法国网球公开赛男子双打冠军。他也曾在1987年泛美运动会上获得男子双打金牌和男子单打铜牌。

## 家庭
弟弟墨菲·詹森。